# Galléros füleskuvik
A galléros füleskuvik (Otus lettia) a madarak (Aves) osztályának a bagolyalakúak (Strigiformes) rendjéhez, ezen belül a bagolyfélék (Strigidae) családjához tartozó faj.

## Rendszerezése
A fajt Brian Houghton Hodgson angol ornitológus írta le 1836-ben, a Scops nembe Scops lettia néven.

## Alfajai
- Otus lettia plumipes (Hume, 1870) - Pakisztán északi része, India északnyugati része és Nepál nyugati része
- Otus lettia lettia (Hodgson, 1836) - Nepál keleti része, Szikkim, Bhután, India északkeleti államai, Mianmar, Thaiföld, Laosz, Vietnám, Kambodzsa és Malajzia
- Otus lettia erythrocampe (Swinhoe, 1874) - Kína délkeleti része, Hongkong és Vietnám északnyugati része
- Otus lettia glabripes (Swinhoe, 1870) - Tajvan
- Otus lettia umbratilis (Swinhoe, 1870) - Hajnan [2]

## Előfordulása
Dél- és Délkelet-Ázsiában, Bhután, Hongkong, India, Indonézia, Kambodzsa, Kína, Laosz, Malajzia, Mianmar, Nepál, Pakisztán, Tajvan, Thaiföld és Vietnám területén honos.
Természetes élőhelyei a szubtrópusi és trópusi száraz erdők, síkvidéki és hegyi esőerdők, valamint ültetvények, vidéki kertek és városi régiók. Magassági vonuló.

## Megjelenése
Testhossza 25 centiméter, testtömege 100-170 gramm.
|  |

## Természetvédelmi helyzete
Az elterjedési területe rendkívül nagy, egyedszáma pedig stabil. A Természetvédelmi Világszövetség Vörös listáján nem fenyegetett fajként szerepel.

## További információ
- Képek az interneten a fajról
- Xeno-canto.org - a faj hangja és elterjedési területe